# Coreia gravídica
Coreia gravídica é um transtorno neurológico raro, caracterizado por movimentos anormais involuntários (coreia) de membros ou da cara em qualquer fase da gravidez. 
Os movimentos são abrupto, breves, sem ritmo, não repetitivos e podem incluir caretas. É uma complicação da gravidez que pode ser associado a eclampsia e seus efeitos sobre os núcleos da base. É mais comum em mulheres que tiveram coréia de Sydenham. Afeta principalmente pacientes jovens, entre 15 e 30 anos.
Atualmente está em declínio sua incidência, provavelmente como resultado do declínio se casos de febre reumática, uma das principais causas da coreia gravídica, graças a popularização dos antibióticos para tratar faringite estreptocócica e erisipela antes de causar complicações.

## Fisiopatologia
Vários mecanismos patogênicos para a coreia gravídica foram estudados. Antecedente de febre reumática ou de coreia são os maiores fatores de risco. A teoria é de que os estrógenos e a progesterona podem sensibilizar os receptores de dopamina (presumivelmente no corpo estriado) e induzir a coreia em indivíduos que são vulneráveis a essa complicação em virtude da existência prévia de patologia nos gânglios basais.
A relação com a febre reumática foi reforçada por diversos estudos, que mostraram que as mulheres com gravidezes normais antes de febre reumática desenvolveram coreia em gravidezes subseqüentes. Pelo menos, 35% dos pacientes têm uma clara história de febre reumática aguda e coréia de Sydenham; 4% das pessoas com a coreia gravídico tinha febre reumática aguda.

## Tratamento
O tratamento medicamentoso está indicado para pacientes com coreia grave e incapacitante. Essa coreia é tratada com haloperidol ou  clorpromazina sozinha ou clorpromazina combinada com diazepam ou com pimozida. Clorpromazina é um dos neurolépticos que pode ter menos efeitos adversos do que o haloperidol. Ácido Valpróico, hidrato de cloral, risperidona ou fenobarbital também podem ser usados.